# غريس ألبي
غريس ألبي (بالإنجليزية: Grace Albee)‏ هي نقاشة أمريكية، ولدت في 28 يوليو 1890 في رود آيلاند في الولايات المتحدة، وتوفيت في 26 يوليو 1985.